# Figulus boninensis
Figulus boninensis là một loài bọ cánh cứng trong họ Lucanidae. Loài này được Nakane & Kurosawa mô tả khoa học năm 1953.